# Drbna.cz
Drbna.cz je portál s regionálními zpravodajskými deníky, které vlastní a vydává společnost TRIMA NEWS, s. r. o. Projekt vznikl v roce 2011 v Českých Budějovicích, kde autor projektu Libor Matoušek založil regionální zpravodajský portál Budějcká Drbna. Cílem projektu je provozovat regionální zpravodajství v krajských městech České republiky. Projekt je zaměřen na makrozpravodajství a regionální zpravodajství. Jednotlivé regionální mutace jsou vždy označeny přídavným jménem podle regionu, kterému se věnují.
V roce 2017 prošel projekt rebrandingem a sjednocením korporátní identity a od konce roku 2019 používá projekt Drbna.cz nový layout stránek. V květnu 2021 se Drbna stala zakládajícím členem Asociace online vydavatelů. Zakladateli nového spolku se stali vydavatel regionálních webů Drbna.cz Libor Matoušek, ředitel webu Hlídací pes Ondřej Neumann a vydavatel měsíčníku Reportér Robert Čásenský. Matoušek se stal předsedou asociace, Neumann místopředsedou a místopředsedkyní Lucie Sýkorová, která působí v neziskové organizaci Evropské středisko pro svobodu tisku a médií, založené v Německu v roce 2015, s financováním od Evropské komise, Saska a města Lipska.
Šéfredaktorem vydavatelství je dlouhodobě Michael Daněk, který do vydavatelství TRIMA NEWS s.r.o. přišel v roce 2013 z vydavatelství VLTAVA LABE MEDIA a.s. Daněk nejprve působil v pozici šéfredaktora liberecké redakce projektu Drbna, později se posunul do pozice šéfredaktora vydavatelství.  Aktuálně je rovněž členem Českého národního výboru International Press Institute.
Narůstající agenda regionálních zpravodajských portálů Drbna.cz společnosti TRIMA NEWS s.r.o. byla v roce 2023 důvodem zřízení nové pozice zástupce šéfredaktora vydavatelství. Tím se v polovině roku stal Jakub Bartoš. Ten před příchodem do vydavatelství pracoval v jihočeské redakci MF Dnes, mimo jiné působil také jako externí redaktor pro Aktuálně.cz či reportér pro pořad Survivor Czechia/Slovakia 2023. V květnu 2024 Jakub Bartoš ukončil své působení u vydavtelství a přešel do České televize. Pozice zástupce šéfredaktora Michaela Daňka je aktuálně neobsazena.
Vydavatelství také v roce 2023 spustilo podcast Pavlač.  Produkce podcastu po roce skončila. V roce 2024 se Drbna rozšířila do desátého kraje, když otevřela svou ostravskou pobočku.  Ve stejném roce přidalo vydavatelství do svého portfolia také ekonomický web Trade-off.

## Seznam Drben
- Budějcká Drbna (České Budějovice a Jihočeský kraj), šéfredaktor Tomáš Souček.[15]
- Liberecká Drbna (Liberec a Liberecký kraj), šéfredaktor Luboš Vrabec[16]
- Brněnská Drbna (Brno a Jihomoravský kraj), šéfredaktor Anna Pospíšilová[17]
- Hanácká Drbna (Olomouc a Olomoucký kraj), šéfredaktor Michal Šverdík[18]
- Jihlavská Drbna (Jihlava a Kraj Vysočina), šéfredaktorka Lenka Dvořáková[19]
- Hradecká Drbna (Hradec Králové a Královéhradecký kraj), šéfredaktor Petr Roubíček[20]
- Plzeňská Drbna (Plzeň a Plzeňský kraj), šéfredaktor Richard Beneš[21]
- Pražská Drbna (Praha), šéfredaktor Eva Hradilová[22]
- Karlovarská Drbna (Karlovy Vary a Karlovarský kraj)
- Ostravská Drbna (Ostrava a Moravskoslezský kraj), šéfredaktorka Alice Rosier[23]
- centrální portál Drbna.cz zaměřující se na agregování zpráv z regionů a celonárodní témata